# Egea inermis
Egea inermis Joubin, 1933 è una specie di molluschi cefalopodi appartenente alla famiglia Cranchiidae, unica appartenente al genere Egea.

## Descrizione
Egea inermis ha mantello allungato e fusiforme che termina posteriormente a punta; la consistenza dell'animale è coriacea e la parete del mantello sottile. Le pinne sono lanceolate e sono lunghe almeno un terzo della lunghezza totale del mantello. La testa dove si connette al mantello presenta una evidente strozzatura. Gli occhi sono grandi, sporgenti, di forma sferica e diretti in avanti. Sul bulbo oculare sono presenti due fotofori lunghi, sottili e a forma di mezzaluna; altri fotofori sono presenti all'apice del terzo braccio delle femmine subadulte, è ignoto se li posseggano anche le femmine mature. I maschi sono privi di ectocotile. Gli apici delle braccia sono dotate di 4 serie trasversali di piccole ventose. I tentacoli sono mediamente lunghi, la clava tentacolare è poco espansa, nella parte mediana o mano della clava le ventose sono di medie dimensioni, portate su lunghi peduncoli, due serie di ventose alternate a cuscinetti sono presenti sui tre quarti distali dello stelo del tentacolo.
La taglia massima nota è di 42 cm di lunghezza del mantello.

## Distribuzione e habitat
E. inermis è presente nelle fasce tropicali e subtropicali di tutti gli oceani eccetto l'oceano Pacifico orientale; si trova anche nel golfo del Messico e nella parte occidentale della corrente del Golfo.
Come nella generalità dei Cranchiidae le paralarve si trovano in acque poco profonde della zona epipelagica fino a circa 200 metri. Gli individui più grandi discendono a maggiori profondità nella zona mesopelagica e gli adulti si trovano nella zona batipelagica a circa 2000 metri. Giovanili e subadulti sono stati catturati di notte a basse profondità lasciando pensare che effettuino migrazioni nictemerali.